# Oratorio del Santissimo Sacramento e San Lorenzo Martire
Oratorio del Santissimo Sacramento e San Lorenzo Martire är ett dekonsekrerat oratorium i Rom, helgat åt det Allraheligaste Sakramentet och åt den helige martyren Laurentius. Oratoriet är beläget vid Via Belsiana i Rione Campo Marzio. 

## Kyrkans historia
Oratoriet med krypta uppfördes år 1578 av Arciconfraternita del Santissimo Sacramento, ett brödraskap bildat i kyrkan San Lorenzo in Lucina två år tidigare. En restaurering företogs år 1724, vilket hugfästs i en inskription på entablementets fris: ARCHCONF SACRAM S. LAVR IN LVC ⋅ MDCCXXIV. Restaureringen utfördes efter ritningar av Nicola Michetti, som var medlem av brödraskapet, eller Ludovico Rusconi Sassi.
I slutet av 1800-talet nyttjades oratoriet som konserthall. År 1970 dekonsekrerades oratoriet och kom att hysa en butik för lädervaror.

## Kyrkans exteriör
Fasaden har fyra lisener och en portal krönt av ett segmentbågeformat pediment. Fasaden avslutas med ett entablement med en kraftigt profilerad huvudgesims.

## Kyrkans interiör
Den rektangulära interiören hade ett altare med en altarmålning föreställande Den helige Laurentius martyrium.

## Inom litteraturen
Oratoriet nämns i Gabriele D'Annunzios roman Trionfo della morte; huvudpersonerna Giorgio och Ippolita möts i ”l'oratorio abbandonato nella via Belsiana”.